# 마이클 J. 윌렛
마이클 제임스 맨셀 윌릿(Michael James Mansel Willett, 1989년 9월 11일 ~ )은 미국의 배우이다.

## 텔레비전
- 페이킹 잇 2
- 페이킹 잇 1
- 유나이티드 스테이트 오브 타라 2